# Цигов чарк
Цигов чарк е български планински курорт, селищно образувание в землището на град Ракитово. Намира се на югозападния бряг на язовир „Батак“, който е шестият по големина язовир в България.

## География
Цигов чарк се намира на 7 km от град Ракитово и на 7 km от град Батак, на 19 км от Велинград и на 43 км от Пазарджик. Курортът предлага възможности за лов и риболов, водни спортове и забавления. Надморска височина 1000 - 1200 метра.

## Икономика
В курорта се намират няколко по-големи хотела, много малки семейни хотели и частни вили. Основната леглова база (около 17 000) е във вилите и хотелските комплекси тип „еднофамилни къщички“. Курортът е от типа семейно развлекателен комплекс. Има развит „пазар“, хранителни магазини и множество малки заведения, те се конкурират с луксозните ресторантски и бар комплекси в хотелите. Има две напълно оборудвани писти. Едната е до контра-стената на язовира, а другата е на пътя от Ракитово за Батак около два километра след разклона за центъра на к.к. тя има ски влек, ски гардероб, пластмасови шейни, чук-и-гек и ски учители. Цените са достъпни за всички желаещи да посетят това място.
Пистата е с дължина 1200 м. Има място за начинаещите и за вече утвърдилите се скиори. Около ски пистата има паркинг и места за хранене. Инфраструктурата е в развитие, като доста от върнатите земеделски земи не са в регулация. Това пречи за бързото израстване на курорта и заемането на място сред утвърдили се вече курорти като Банско и Пампорово.
Интересът на инвеститори в региона е осезателен. Пред старта на изграждането си са доста мащабни проекти – хотели, луксозни вилни селища с паркинги, ресторанти, басейни и всички удобства за туристите. Предстои добавянето на допълнителни писти, към вече изградената ски писта с модерни съоръжения.

## Транспорт
Основен проблем за курорта е и ограничения транспорт. Ежедневно оттук преминават само 3 автобуса за Ракитово и Велинград и 3 автобуса до град Батак. Недостигът на автобусен транспорт затруднява придвижването на много хора до местността край язовир Батак.

## Други
На Цигов чарк е наречена улица в квартал „Орландовци“ в София (Карта).